# Pristimantis trachyblepharis
Pristimantis trachyblepharis är en groddjursart som först beskrevs av George Albert Boulenger 1918.  Pristimantis trachyblepharis ingår i släktet Pristimantis och familjen Strabomantidae. IUCN kategoriserar arten globalt som otillräckligt studerad. Inga underarter finns listade i Catalogue of Life.